# Piliocolobus bouvieri
El colobo rojo de Bouvier (Piliocolobus bouvieri) es una especie de mono colobo redescubierta en la República del Congo en 2015, después de cuatro décadas sin un avistamiento confirmado.